# Jack Boyd
Pour les articles homonymes, voir Boyd.
Jack Boyd, aussi nommé Carleton Boyd, est un animateur et artiste d'effets spéciaux américain ayant travaillé entre autres pour les studios Disney.

## Filmographie
- 1940 : Donald a des ennuis, effets d'animation (non crédité)
- 1941 : Le Tourbillon, effets d'animation (non crédité)
- 1941 : Attention fragile, effets d'animation (non crédité)
- 1942 : Donald bagarreur, effets d'animation (non crédité)
- 1942 : Donald forgeron, animateur
- 1942 : Le Jardin de Donald, effets d'animation
- 1943 : Victoire dans les airs, animateur
- 1945 : Tiger Trouble, animateur
- 1945 : Californy 'er Bust, animateur
- 1945 : Hockey Homicide, animateur
- 1946 : Le Petit Frère de Pluto, animateur
- 1946 : La Boîte à musique, animateur
- 1947 : Coquin de printemps, effets d'animation
- 1947 : Les Chiens de secours, animateur
- 1947 : Rendez-vous retardé, animateur
- 1947 : Foul Hunting, animateur
- 1947 : Donald chez les écureuils, animateur
- 1947 : Mail Dog, effets d'animation
- 1948 : Mélodie Cocktail, effets d'animation
- 1948 : Daddy Duck, animateur
- 1948 : The Trial of Donald Duck, animateur
- 1948 : Pluto et Figaro, animateur
- 1948 : Bone Bandit, effets d'animation
- 1948 : Pluto's Fledgling, animateur
- 1949 : Donald's Happy Birthday, animateur
- 1949 : Sea Salts, animateur
- 1949 : Donald forestier, animateur
- 1949 : Dingo joue au tennis, animateur
- 1949 : Donald fait son beurre, animateur
- 1949 : Le Crapaud et le Maître d'école, effets d'animation
- 1950 : La Vallée des castors (Beaver Valley), animateur
- 1950 : Cendrillon, effets d'animation
- 1950 : La Roulotte de Donald, effets d'animation
- 1950 : Puss Cafe, effets d'animation
- 1950 : Motor Mania, effets d'animation
- 1950 : Pluto joue à la main chaude, effets d'animation
- 1950 : Hook, Lion and Sinker, effets d'animation
- 1950 : Camp Dog, effets d'animation
- 1950 : Bee at the Beach, animateur
- 1950 : Hold That Pose, effets d'animation
- 1950 : Morris the Midget Moose, animateur
- 1950 : Donald blagueur, effets d'animation
- 1951 : Dude Duck, effets d'animation
- 1951 : Cold War, effets d'animation
- 1951 : Donald pilote d'essai, effets d'animation
- 1951 : Pluto et le Raton laveur, effets d'animation
- 1951 : Get Rich Quick, effets d'animation
- 1951 : Dingo et le lion, effets d'animation
- 1951 : Plutopia, animateur
- 1955-1964 :  Disneyland, effets d'animation sur 11 épisodes
- 1958 : Paul Bunyan, effets d'animation
- 1959 : La Belle au bois dormant, effets d'animation
- 1959 : Donald au pays des mathémagiques, animateur
- 1961 : Les 101 Dalmatiens, animateur
- 1961 : The Saga of Windwagon Smith, animateur
- 1961 : The Litterbug, effets d'animation
- 1963 : Merlin l'Enchanteur, animateur
- 1964 : Mary Poppins, effets d'animation
- 1965 : Freewayphobia No. 1, animateur
- 1965 : Donald's Fire Survival Plan, animateur
- 1965 : Goofy's Freeway Troubles, animateur
- 1966 : Lieutenant Robinson Crusoé, effets d'animation
- 1967 : Picsou banquier, effets d'animation
- 1969 : The Social Side of Health, animateur
- 1971 : L'Apprentie sorcière, animation des personnages
- 1973 : Charley et l'Ange, animation du générique
- 1973 : Un petit Indien, animation du générique
- 1980 : Les Yeux de la forêt, effets spéciaux de photographie
- 1981 : Rox et Rouky, effets d'animation
- 1983 : Le Noël de Mickey, effets d'animation